# SG Leutershausen
Die SG Leutershausen (Sportgemeinde Leutershausen 1891 e. V., SGL) ist ein traditionsreicher Sportverein aus Leutershausen, einem Ortsteil der nordbadischen Gemeinde Hirschberg an der Bergstraße. Der Verein entstand 1946 durch Zusammenschluss des 1891 gegründeten Turnverein Germania 1891 und der 1919 gegründeten Deutsche Jugendkraft (DJK).
In sieben Breitensport-Abteilungen – Handball, Judo, Gymnastik, Dance-Aerobic, Ski, Leichtathletik und Turnen – sind derzeit etwa 1100 Mitglieder aktiv (Stand 2016). Damit ist die SGL knapp nach dem TVG Großsachsen der zweitgrößte Hirschberger Sportverein.
Bekannt ist die SGL durch ihre Männer-Handballabteilung: Seit den 1950er Jahren ist die SG Leutershausen einer der sportlich erfolgreichsten Vereine des Badischen Handball-Verbands, sowohl im modernen Hallenhandball als auch im früher wesentlich populäreren Feldhandball; der Verein gehörte in beiden Disziplinen zu den Gründungsmitgliedern der jeweiligen deutschen Bundesliga Mitte der 1960er Jahre. Die größten Erfolge gelangen Ende der 1960er Jahre: 1968 wurde Leutershausen Deutscher Handballmeister in der Halle und Vizemeister auf dem Großfeld, 1969 umgekehrt Deutscher Feldhandballmeister und Vizemeister in der Halle. Ab 2017 spielte die 1. Männermannschaft in der 3. Liga.
Seit 2024 spielt man in der Spielgemeinschaft Saase³Leutershausen Handball.

## Handball

### Männer
Über fünf Jahrzehnte gehörte die SGL zum Handball-Establishment in Deutschland – vom ersten Gewinn des Badischen Pokals 1952 bis zur Insolvenz der Spielbetriebs-GmbH 2006.
Die SG Leutershausen spielte von der Gründung der Handball-Bundesliga 1966 an 40 Jahre ununterbrochen entweder in der höchsten oder der zweithöchsten Spielklasse im deutschen Männerhandball: Insgesamt 17 Spielzeiten lang war Leutershausen erstklassig (1966 bis 1977, 1988/89, 1990 bis 1995), von 1977 bis 1981 spielte der Verein in der Handball-Regionalliga, der zweithöchsten Spielklasse vor Einführung der 2. Handball-Bundesliga. Insgesamt 20 Spielzeiten war die SGL Mitglied der 2. Bundesliga (1981 bis 1988, 1989/90, 1995 bis 2006, 2012/13).
Der Feldhandball-Bundesliga gehörte die SGL von 1967 bis 1973 in allen sieben regulären Sommerspielzeiten ihrer kurzen Existenz an.

#### Hallenhandball

##### 1950 bis 1980
Die Erfolgsgeschichte der Handballabteilung in der Halle begann 1952 mit dem Gewinn des Badischen Handballpokals. In der folgenden Zeit, als die Ligen der Landesverbände noch die höchsten Spielklassen im Hallenhandball waren, wurde die SGL 1955 erstmals Badischer Meister und erneut Pokalsieger. Von 1963 bis 1965 dominierte Leutershausen die Badenliga, wurde jeweils Badischer Meister sowie in den anschließenden Finalspielen 1964 und 1966 Süddeutscher Meister. In allen drei Jahren nahm die SGL an der Finalrunde zur Deutschen Meisterschaft teil und belegte dabei 1964 den fünften und 1965 den dritten Platz. In der Saison 1965/66 unterlag Leutershausen erst im Endspiel um die Deutsche Meisterschaft dem VfL Gummersbach und wurde damit 1966 erstmals Deutscher Vizemeister in der Halle. Damit war die SGL für die Südstaffel der 1966 neu eingeführten zweigleisigen Bundesliga qualifiziert.
In der Saison 1967/68 gelang im Handballdorf dann der große Wurf: Im Finalspiel der beiden Staffelsieger konnte gegen den VfL Gummersbach die Deutsche Hallenhandballmeisterschaft errungen werden. Auch in der folgenden Saison 1968/69 kam Leutershausen bis ins Finalspiel, erneut gegen Gummersbach. Diesmal konnte der VfL sich den Titel zurückholen und die SG Leutershausen wurde zum zweiten Mal in ihrer Geschichte Vizemeister.
In den nächsten Jahren spielte die SGL mit guten Platzierungen in der Südstaffel der Bundesliga. Als aber nach der Saison 1976/77 die eingleisige Handball-Bundesliga eingeführt wurde, konnte sich die SGL nicht für das neue Oberhaus qualifizieren und spielte im folgenden Jahrzehnt in der jeweils zweithöchsten Spielklasse, zunächst in der Regionalliga.

##### 1980 bis 1995
Bei Gründung der 2. Bundesliga 1981 gelang die Qualifikation für die neue Spielklasse – die damals 18-jährigen Leutershausener Jugendnationalspieler, die Handballzwillinge Michael und Ulrich Roth zeigten erstmals ihre Klasse in der 1. Mannschaft, konnten aber nicht im Dorfverein gehalten werden. Beide wechselten schnell in die 1. Liga, Uli Roth 1982 zum MTSV Schwabing, Michael Roth 1983 zum TuS Hofweier.
Ende der 1980er Jahre, als die Zeit der kleinen Dorfvereine mit begrenzten finanziellen Möglichkeiten eigentlich schon Handballgeschichte war, begann überraschend ein zweiter Höhenflug der SGL. Genau 20 Jahre nach dem Gewinn der Deutschen Meisterschaft stieg der Verein in der Saison 1987/88 erneut in die erste Bundesliga auf, konnte die Klasse jedoch zunächst nicht halten. Nach dem sofortigen Wiederaufstieg 1990 gehörte der Club aber von der Spielzeit 1990/91 an nochmals für fünf Jahre zur Elite des deutschen Handballs. In der Saison 1991/92 wurde die SG Leutershausen dann sogar zum dritten Mal in der Vereinsgeschichte Deutscher Vizemeister, nachdem die Finalspiele gegen die damals übermächtige SG Wallau/Massenheim verloren wurden. Danach erreichte Leutershausen das Halbfinale des IHF-Pokals 1992/93.

##### Seit 1995

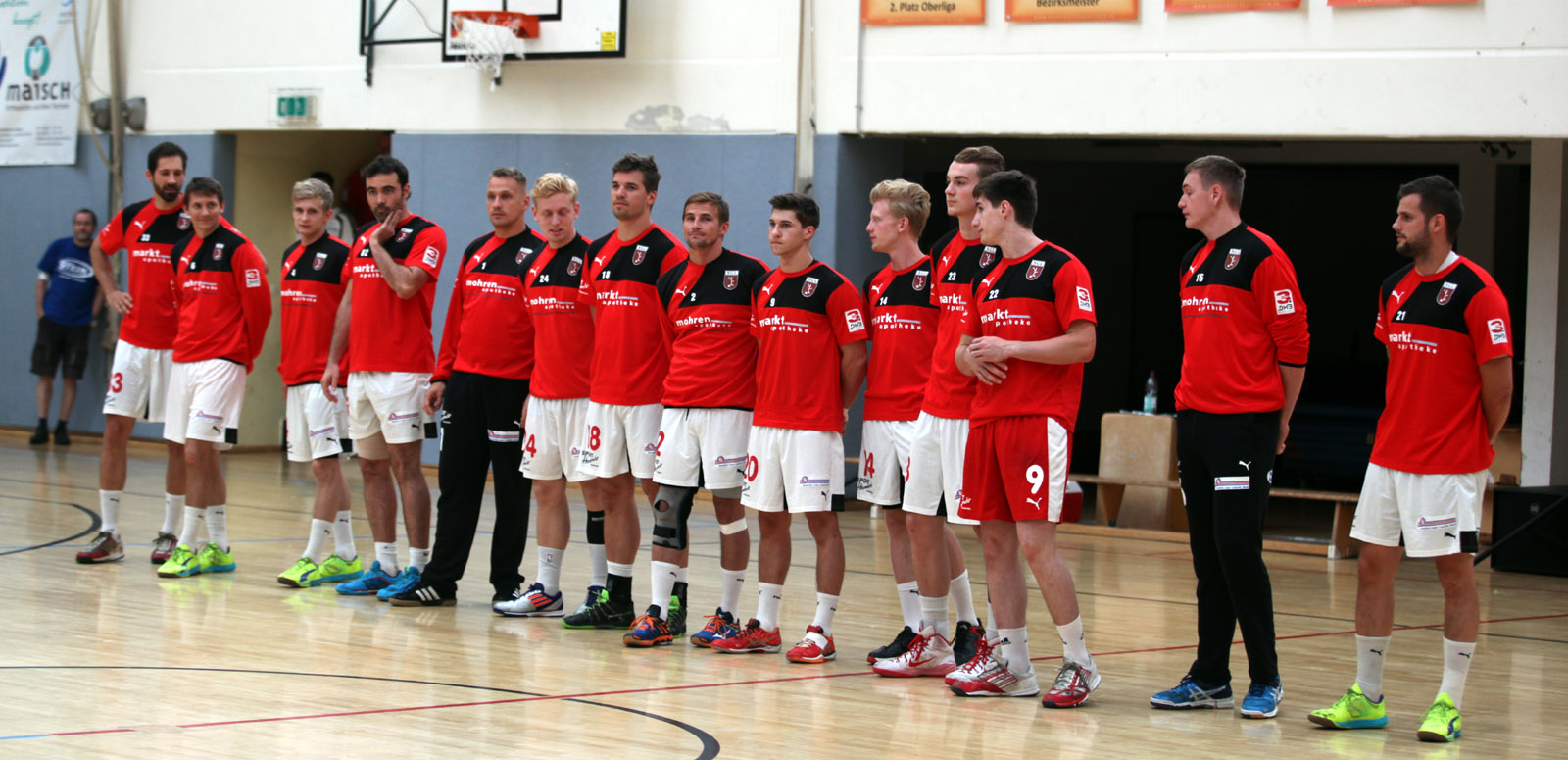
Die 1. Mannschaft der SG Leutershausen im Juli 2015

1995 musste die SGL in die 2. Handball-Bundesliga absteigen, in der sie bis 2006 spielte.
Im Sommer 2006 musste die Spielbetriebs GmbH, von der die Bundesligamannschaft getragen wurde, Insolvenz anmelden. Die Mannschaft für die 2. Bundesliga konnte nicht mehr finanziert werden, absolvierte kein Spiel und stand damit als erster Absteiger fest. Der Verein verzichtete allerdings auf das damit gegebene Startrecht für die Regionalliga Süd in der Saison 2007/08 und ließ die erste Mannschaft in die viertklassige Baden-Württemberg-Oberliga (BWOL) zurückstufen, um einen grundlegenden Neuanfang zu versuchen – angeführt von den früheren Profis des Vereins, Uli Roth und Jörg Büßecker im Management und Holger Löhr im Traineramt.
Nachdem in der ersten Oberliga-Saison der Aufstieg am letzten Spieltag knapp verpasst wurde, schloss die SGL die Saison 2008/09 als souveräner Oberliga-Meister ab und konnte bereits fünf Spieltage vor Saisonende den Aufstieg in die Regionalliga feiern. Dort gelang in der folgenden Saison 2009/2010 die Qualifikation für die neue 3. Liga. 2011 stand Leutershausen bereits fünf Spieltage vor Saisonende als Meister der 3. Liga fest, war damit zwar für die Relegationsspiele um den Aufstieg in die neu geschaffene eingleisige 2. Bundesliga qualifiziert, scheiterte dabei aber in den Spielen gegen den Tabellenzehnten der 2. Bundesliga. In der folgenden Saison 2011/2012 wurde Leutershausen erneut fünf Spieltage vor dem Rundenende Meister der Südstaffel und kehrte damit nach sechs Jahren Aufbauarbeit in die 2. Bundesliga zurück.
Die Zweitligasaison 2012/2013 beendete die SGL als Tabellensiebzehnter zwar auf einem Abstiegsplatz, konnte damit aber die Klasse halten, weil mehrere Drittligisten auf den Aufstieg verzichteten. Anfang März 2014 teilte der sportliche Leiter Uli Roth mit, dass der Verein – wie zuvor schon angekündigt und unabhängig vom sportlichen Erfolg – aus wirtschaftlichen Gründen keine Lizenz für die Zweite Bundesliga in der Saison 2014/15 beantragen und die Mannschaft in die 3. Liga zurückstufen lassen werde.
In der darauffolgenden Saison konnte man hinter der HSG Konstanz den zweiten Platz in der 3. Liga Süd belegen und aufgrund des Verzichtes mehrerer Meister aus anderen Staffeln direkt wieder in die zweite Bundesliga aufsteigen. Dort konnte die SGL vor allem in der Hinrunde und bei Heimspielen überzeugen, verpasste am Saisonende allerdings den Klassenerhalt mit 32:44 Punkten aufgrund der schlechteren Tordifferenz denkbar knapp.
Zur Drittligasaison 2017/2018 wurde die SG Leutershausen zum großen Ärger der Verantwortlichen und Fans in die Ost-Staffel der dritten Liga eingeteilt. Dort belegte man trotz gutem Start in die Saison am Ende einen 6. Platz. In der Saison 2019/20 spielte das Team wieder in der Gruppe Mitte und war dort Zweiter zum Zeitpunkt des Abbruchs der Spielzeit aufgrund der COVID-19-Pandemie. Die Drittligasaison 2020/2021, in der die SG in die Gruppe Süd eingeteilt war, wurde wegen der Pandemie ebenfalls abgebrochen, bis dahin hatte das Team zwei Spiele absolviert. Im Ligapokal der Spielzeit landete die SG auf Platz 7 (von 8). In der Drittligasaison 2021/2022 trat die SG Leutershausen in der Staffel F an, ab der Saison 2022/23 wieder in der Staffel Süd.

#### Feldhandball
Große Erfolge konnte Leutershausen auch im Feldhandball feiern: In der Saison 1956 machte die SGL erstmals deutschlandweit auf sich aufmerksam. Erst im Finale um die Deutsche Feldhandballmeisterschaft unterlag die Mannschaft dem SV Bayer 04 Leverkusen und wurde damit Deutscher Vizemeister. Dieser Erfolg konnte in der folgenden Saison 1957 wiederholt werden. Diesmal unterlag die SGL im Endspiel Frisch Auf Göppingen. Wie im Hallenhandball waren auch auf dem Großfeld die späten 1960er Jahre die erfolgreichste Zeit des Vereins. In der Saison 1968 wurde die SGL zum dritten Mal in ihrer Geschichte Deutscher Vizemeister auf dem Großfeld, der Triumph gelang in der Feldhandball-Bundesliga 1969: im Endspiel zwischen den Meistern der Südstaffel und der Nordstaffel wurde gegen den TSV Grün-Weiß Dankersen die Deutsche Meisterschaft gewonnen.

#### Bekannte Spieler
Zu den Spielern der SG Leutershausen gehörten Predrag Peruničić, Hannes Volk, Alexander Hübe, Felix Jaeger, Sascha Pfattheicher, Maximilian Rolka, Niklas Ruß, Roko Peribonio, Dumitru Berbece, Jürgen Hahn, Liviu Ianoș, Holger Löhr, Marc Nagel, Evgeni Pevnov, Peter Pysall, Michael Roth, Oskar Roth, Ulrich Roth, Jochen Grupe, Stefan Salger, Uli Schuppler, Michael Spatz, Jan Větrovec, Maricel Voinea, Waleri Pawlowitsch Gopin, Jörg Kunze und Jannik Kohlbacher.

### Jugend
Die männliche A-Jugend wurde 1987 Deutscher Meister in der Halle; die männliche B-Jugend wurde 1985 und 1991 (Weststaffel) Deutscher Vizemeister in der Halle.

### Frauen
Die Frauenmannschaft der SGL stieg 2004 in die Regionalliga auf und belegte sogleich den 2. Platz. Die Klasse konnte dann aber nur zwei Jahre gehalten werden, in der Saison 2006/07 musste die Mannschaft in die baden-württembergische Oberliga absteigen. Die Mannschaft konnte jedoch nach nur einem Jahr 2008 wieder aufsteigen. In der Saison 2009/10 gelang die Qualifikation für die neugegründete 3. Liga. Dort gelang in der Saison 2010/11 zwar der sportliche Klassenerhalt, der Verein hatte aber im Februar 2011 beschlossen, aus Kostengründen ab der Saison 2011/2012 auf leistungsorientierten Damenhandball zu verzichten, und die 1. Damenmannschaft nicht mehr zum Spielbetrieb gemeldet.

### Spielstätte
Spielstätte der SG Leutershausen ist die Heinrich-Beck-Halle (1200 Sitzplätze).